# Olga Hahn-Neurath
Olga Hahn-Neurath (* 20. Juli 1882 in Wien, Österreich-Ungarn; † 20. Juli 1937 in Den Haag) war eine österreichische Mathematikerin und Philosophin, die vor allem wegen ihrer Mitgliedschaft im Wiener Kreis bekannt ist. Sie war die Schwester des Mathematikers Hans Hahn und der Malerin Louise Fraenkel-Hahn.

## Leben und Wirken
Olga Hahn schrieb sich 1902 für ein Mathematik- und Philosophiestudium an der Universität Wien ein. 1904 erblindete sie im Alter von 22 Jahren infolge einer Sehnerventzündung vollständig. 1911 wurde sie die dritte Philosophie-Absolventin an der Universität Wien überhaupt. Ihre Dissertation „Über die Koeffizienten einer logischen Gleichung und ihre Beziehungen zur Lehre von den Schlüssen“ wurde vom Gutachter Adolf Stöhr, Nachfolger auf dem Lehrstuhl von Ludwig Boltzmann, sehr gelobt. 1912 heiratete sie Otto Neurath, den sie während ihrer Studien kennengelernt hatte. Schon 1909 hatte sie mit ihm zusammen die Aufsätze "Zum Dualismus der Logik" und "Zur Axiomatik des logischen Gebietskalküls" verfasst.
Olga Hahn-Neurath wurde 1924 eine regelmäßige Teilnehmerin an den Diskussionen im Wiener Kreis. Mehrere der teils politisch aufgeladenen Treffen des Wiener Kreis fanden in der gemeinsamen Wohnung von Olga Hahn-Neurath und Otto Neurath statt. Während der Ereignisse des Februar 1934 befand sie sich in Moskau und emigrierte mit ihrem Ehemann durch Polen und Dänemark in die Niederlande, wo sie drei Jahre später starb.